# Jetzleser Wald
Jetzleser Wald ist der Name einer Katastralgemeinde in der Marktgemeinde Vitis, Bezirk Waidhofen an der Thaya. Sie liegt im Nordosten des Vitiser Gemeindegebiets und umfasst den gleichnamigen Wald nordwestlich der Zwettler Straße (B 36). 
Die Katastralgemeinde Jetzleser Wald umfasst ein Waldgebiet, das nordwestlich der Zwettler Straße und nördlich der von der Bundesstraße nach Stoies führenden Straße. Die Katastralgemeinde grenzt im Westen an die Katastralgemeinde Stoies, im Norden an die Katastralgemeinde Jaudling, im Osten an die Katastralgemeinde Eschenau und im Süden an die Katastralgemeinde Grafenschlag.
Koordinaten: 48° 46′ 48″ N, 15° 12′ 55″ O